# خمیر کاغذ

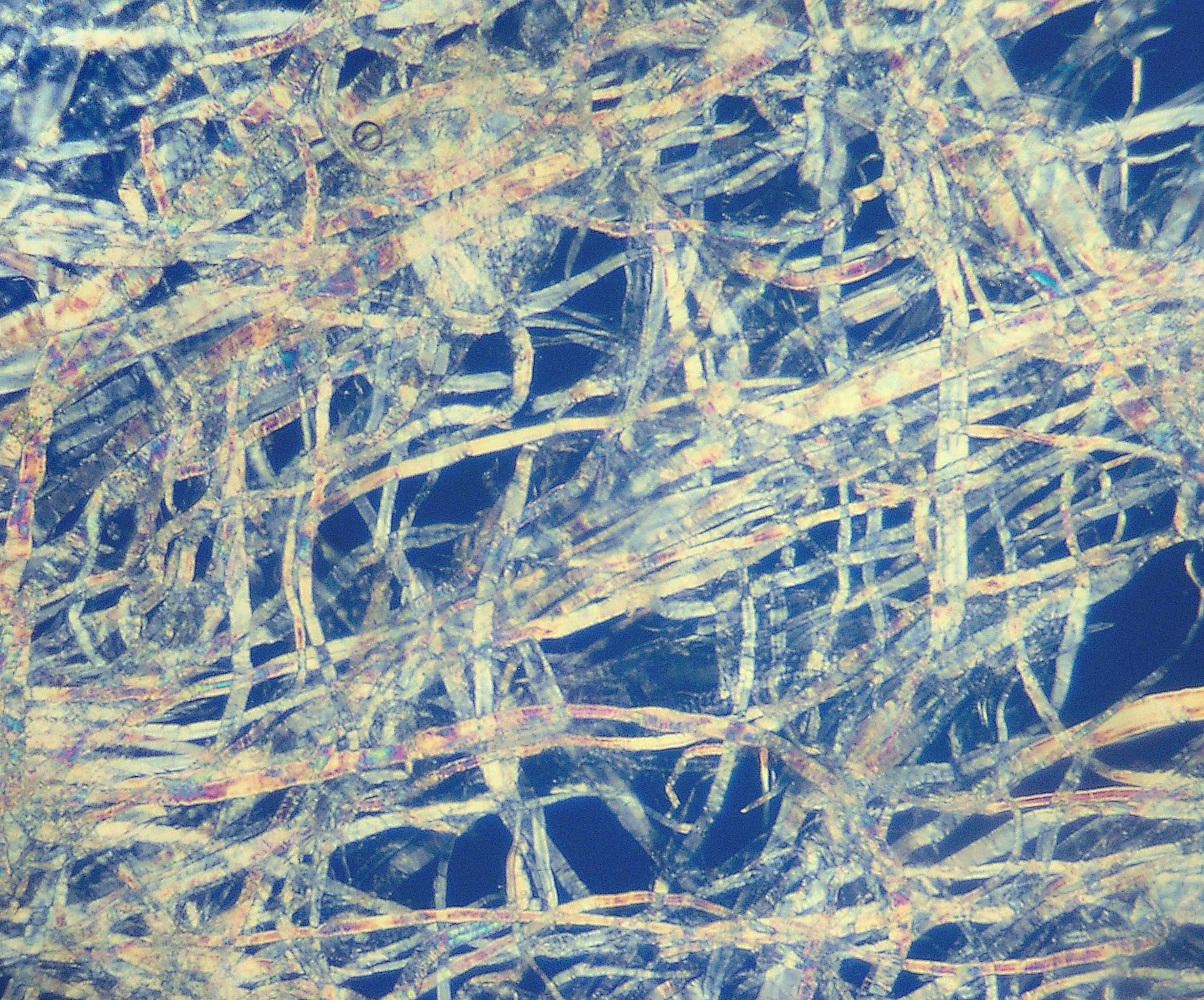
ساختار فیبرهای خمیر پالپ

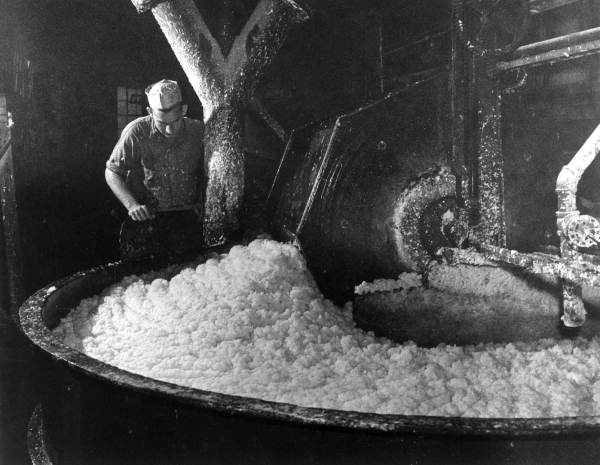
پالپ در یک کارخانهٔ کاغذ در نزدیکی پنساکولا، ۱۹۴۷

خمیر کاغذ یا پالپ (به انگلیسی: Pulp) ماده‌ای از جنس سلولز چوب (لیگنوسلولز) است که به شیوهٔ شیمیایی یا مکانیکی از الیاف سلولز چوب، الیاف جدا شده، محصولات فیبری، از  کاغذ یا الیاف طبیعی پنبه‌ای تهیه می‌شود. بسیاری از گونه‌های کاغذها تنها از چوب ساخته شده و با هیچ چیز دیگری به مخلوط نشده‌اند. این شامل کاغذ روزنامه‌ها، مجلات و حتی کاغذ توالت می‌شود. پالپ یکی از مواد خامی است که به فراوانی در دسترس است.

## پیشینه

پنج مرحلهٔ اصلی کاغذسازی در چین باستان که در یک حکاکی روی چوب نشان داده شده‌است

پالپ برای تولید کاغذ از ابتدای سدهٔ دوم میلادی در چین دودمان هان با استفاده از درخت توت‌کاغذی تولید می‌شده، که اختراع کاغذ به‌طور سنتی به تسای لون نسبت داده می‌شود. لو جی در تفسیر خود از سدهٔ سوم در شعر کلاسیک اشاره می‌کند که ساکنان جنوب رود یانگ‌تسه، به‌طور سنتی پوست توت کاغذی را به منظور ساخت کاغذ یا لباس می‌کوبند. تا سدهٔ ششم، درخت توت کاغذی توسط کشاورزان چین به گونه‌ای ویژه برای تولید پالپ، مورد استفاده در کاغذ سازی قرار گرفت. علاوه بر این درخت، پالپ با استفاده از بامبو، پوست سرده‌های ختمی (هیبیسکوس)، چوب صندل آبی، کاه و پنبه نیز ساخته می‌شده‌است. تولید کاغذ با استفاده از پالپ ساخته شده از الیاف کنف و پارچهٔ کتانی از لباس‌های کهنه شده، تورهای ماهیگیری و کیسه‌های پارچه‌ای فرسوده، در سدهٔ سیزدهم به اروپا گسترش یافت. استفادهٔ روزافزون از ژنده‌پوشاک مهمترین عامل تولید و مقرون به صرفه بودن کاغذ پنبه‌ای؛ یک عامل مهم در توسعهٔ صنعت چاپ بود از سال‌های ۱۸۰۰ تقاضا برای کاغذ پنبه‌ای اغلب بیش از عرضه شد، و همچنین نیاز به کار دستی و نیروی کارگری در کاغذسازی سبب شد که کاغذ هنوز به صورت یک محصول نسبتاً گران باقی بماند.
استفاده از خمیر چوب برای ساخت کاغذ، یک نوآوری نسبتاً جدید و تقریباً همزمان با اختراع دستگاه‌های کاغذی اتوماتیک بود که این هر دو عامل به این ترتیب کاغذ و مقوا را به یک کالای ارزان قیمت در سده‌های مدرن تبدیل کردند. اگرچه اولین استفاده از کاغذی که از خمیر چوب ساخته شده از سال ۱۸۰۰ میلادی است، آن‌گونه که در برخی صفحه‌های یک کتاب منتشر شده توسط ماتیاس کوپس در همان سال در لندن دیده می‌شود، تولید مقوا در مقیاس بزرگ با توسعهٔ خمیر کاغذ مکانیکی در آلمان توسط فریدریش گوتلبل کلر در سال‌های ۱۸۴۰ و چارلز فانتی، مخترع کانادایی در نووا اسکوشیا، صورت گرفت. به دنبال آن، فرایندهای شیمیایی به سرعت و در ابتدا با استفاده از سولفورو اسید برای پردازش چوب، سپس با ثبت اختراع بنیامین تمیلمن در ایالات متحده با کلسیم بی‌سولفات، Ca(HSO3)2,، به خمیر چوب در سال ۱۸۶۷ انجام شد. تقریباً یک دهه بعد، نخستین کارخانهٔ تجاری پردازش پالپ سولفیت در سوئد ساخته شد. از منیزیم به عنوان پادیون استفاده شد که این بر پایهٔ کار کارل دانیل اکمن بود. تا سال ۱۹۰۰، پالپ سولفیت تبدیل به ابزار غالب تولید خمیر چوب شد و از روش‌های پردازش مکانیکی فراتر رفت. رقیب فرایند پالایش شیمیایی؛ فرایند سولفات یا پردازش کرافت، توسعه یافته توسط کارل F. Dahl در سال ۱۸۷۹، نخستین کارخانهٔ تولید کرافت را در سوئد در سال ۱۸۹۰ آغاز کرد. اختراع بویلر بازیابی، توسط G.H. تاملنسون در اوایل دههٔ ۱۹۳۰، این امکان را به وجود آورد تا کارخانه‌های کرافت تقریباً تمام مواد شیمیایی خمیر چوب خود را بازیافت کنند. این، همراه با توانایی فرایند کرافت برای پذیرش انواع مختلف چوب و تولید الیاف قوی تر، فرایند کرافت را فرایند برتر خرد کردن غالب در آغاز سال‌های دههٔ ۱۹۴۰ کرد.
تولید جهانی پالپ در سال ۲۰۰۶ ۱۷۵ میلیون تن متریک (۱۶۰ میلیون تن انگلیسی) بود. که در سال پیش از آن، ۶۳ میلیون تن (۵۷ میلیون تن انگلیسی) پالپ بازار داشته (که لزوماً در همان تأسیسات به کاغذ تبدیل نشده). این در حالی است که کانادا بزرگترین منبع تأمین پالپ با سهم ۲۱ درصد کل بوده، و سپس ایالات متحده با ۱۶ درصد قرار داشته‌است. منابع فیبر چوب مورد نیاز برای تهیهٔ پالپ: ۴۵٪ از ضایعات کارخانه‌های چوب‌بری، ۲۱٪ از خرده‌چوب (هیزم) و تراشه، و ۳۴٪ از کاغذ بازیافت شده بوده‌است؛ (کانادا، ۲۰۱۴). پالپ شیمیایی ۹۳ درصد از پالپ بازار را تشکیل داده‌است.

## خمیر چوب

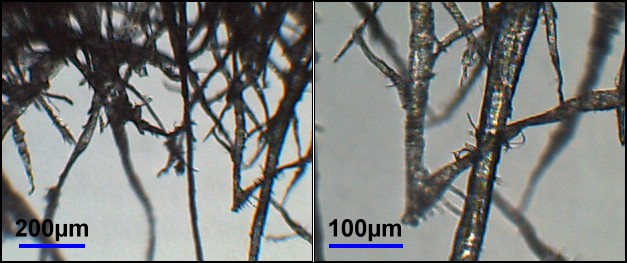
ساختار فیبرها در خمیر چوب

منابع چوب استفاده شده برای خمیر چوب به عنوان چوب پالپ نامیده می‌شوند. در حالی که در تئوری هر درخت می‌تواند برای خمیر چوب استفاده شود، بیشتر درختان مخروطی ترجیح داده می‌شوند زیرا فیبرهای سلولز در خمیر چوب این گونه‌ها طولانی‌تر هستند و در نتیجه کاغذهای قویتری تولید می‌کنند. بعضی از درختان با چوب نرم که برای ساختن کاغذ استفاده می‌شوند شامل کاج نوئل، کاج، نراد، سیاه‌کاج و کاج‌های شوکران هستند. نمونهٔ درختان با چوب سخت شامل اکالیپتوس‌ها، انواع صنوبرها و درخت توس است. همچنین توجه به گونه‌های درختان اصلاح ژنتیکی شده (مانند اکالیپتوس GM و صنوبر GM) در حال افزایش است و این به دلیل امکان مزایای عمده‌ای است که می‌توان برای مثال سهولت شکستن لیگنین و/ یا نرخ رشد آن‌ها را افزایش داد.
پالپ آسیاب وسیله‌ای برای تسهیل تبدیل تراشه‌های چوب یا دیگر فیبرهای گیاهی به یک ورقهٔ فیبر ضخیم است که برای پردازش بیشتر می‌تواند به یک کارخانه کاغذ سازی ارسال شود. پالپ را می‌توان با استفاده از روش‌های مکانیکی، نیمه شیمیایی یا کاملاً شیمیایی (فرایندهای کرافت و سولفیت) تولید کرد. محصول پایانی ممکن است به صورت رنگ‌زدایی شده (bleached) یا بدون رنگ‌زدایی؛ بسته به نیاز مشتری، باشد.
چوب و دیگر مواد گیاهی که پالپ را می‌سازند شامل سه عنصر اصلی (به غیر از آب): الیاف سلولز (مورد نیاز برای کاغذ سازی)، لیگنین (یک پلیمر سه بعدی که فیبرهای سلولز را با هم می‌پیوندد) و همی سلولز ((پلیمرهای کربوهیدرات شاخه‌ای کوتاه‌تر). هدف از پروسهٔ پالپ‌سازی، تخریب کلی ساختار اصلی فیبر؛ هرچه که باشد، چیپس، ساقه، یا سایر قسمت‌های گیاه، به صورت الیاف تشکیل دهندهٔ آن است.
پالپی شیمیایی این امر را با تخریب لیگنین و همی سلولز به مولکول‌های کوچک و محلول در آب می‌رساند که می‌توانند از الیاف سلولز بدون قطب المرنجی از الیاف سلولز شسته شوند (شیمیایی سلولز ضعیف کننده الیاف). روشهای مختلف خمش مکانیکی، از جمله چوب خردل (GW) و خمیر کاغذ مکانیکی (RMP)، فیزیکی سلولز را از یکدیگر جدا می‌کند. بسیاری از لیگنین به الیاف باقی می‌مانند. مقاومت به دلیل اختلال در الیاف ممکن است قطع شود. تعدادی از روشهای خمیری ترکیبی مرتبط وجود دارد که از ترکیبی از عملیات شیمیایی و حرارتی برای شروع یک فرایند خمش شیمیایی استفاده می‌شود و بلافاصله به وسیله یک روش مکانیکی برای جداسازی الیاف به کار می‌رود. این روش‌های ترکیبی شامل پودر ترموموکانیکی، همچنین به نام TMP شناخته می‌شود و پودر شیمیایی شیمیایی، همچنین به عنوان CTMP شناخته می‌شود. درمان‌های شیمیایی و حرارتی مقدار انرژی مورد نیاز درمان مکانیکی را کاهش می‌دهد و همچنین میزان کاهش قدرت را که توسط الیاف رنج می‌برد کاهش می‌دهد.

### درخت بری
بیشتر کارخانه‌های پالپ از شیوه‌های مدیریت جنگل خوبی دربرداشت درختان استفاده می‌کنند تا از پایدار ماندن منبع مواد خام موجود اطمینان حاصل شود. یکی از دغدغه‌های اصلی در مورد درخت بری و برداشت چوب برای کارخانجات پالپ، این است که تنوع زیستی جنگل‌های مورد برداشت را کاهش می‌دهد. کاشت درختچه‌های پالپ موجب تولید ۱۶ درصد تولید پالپ می‌شود، جنگل‌های قدیمی ۹ درصد و جنگل‌های دوم و سوم و نسل دیگر بقیه را تشکیل می‌دهند. جنگل زدایی در بیشتر مناطق انجام می‌شود، بنابراین درختان یک منبع تجدید پذیر هستند. FSC (شورای نظارت بر جنگل)، SFI (ابتکار جنگلداری پایدار)، PEFC (برنامه تأیید صدور گواهینامه جنگل) و سایر ادارات، مدارک را از درختانی که بر اساس دستورالعمل‌هایی که برای تضمین عملکردهای جنگلداری مناسب است، تأیید می‌کنند.
تعداد درخت‌های مصرف شده بستگی به اینکه آیا فرایندهای مکانیکی یا فرایندهای شیمیایی استفاده می‌شود. تخمین زده می‌شود که بر اساس مخلوطی از چوب نرم و چوب سخت ۱۲ متر (۴۰ فوت) بلند و ۱۵–۲۰ سانتی‌متر (۶–۸ عدد) در قطر، به‌طور متوسط ۲۴ درخت برای تولید ۰٫۹ تن (۱ تن) از چاپ و نوشتن مقاله، با استفاده از فرایند کرافت (پالایش شیمیایی). پالپ مکانیکی در مورد استفاده از درختان تقریباً دو برابر کارایی دارد، زیرا تقریباً تمام چوب برای ساخت فیبر استفاده می‌شود، بنابراین حدود ۱۲ درخت برای تولید ۰٫۹ تن (۱ تن) خمیر مکانیکی یا روزنامه می‌گذارد.
تقریباً دو تن کوتاه در یک طناب چوب وجود دارد.

### آماده‌سازی برای خمیر
چوب تراشه عمل و صنعت چوب تراشه برای خمیر، بلکه برای دیگر محصولات چوب پردازش و مالچ است. فقط چوب قلع و تخته سنگ برای ساخت پالپ مفید است. پوست حاوی مقداری کمی از الیاف مفید است و به عنوان سوخت برای تأمین بخار برای استفاده در میلگرد مورد استفاده قرار می‌گیرد. اکثر فرایندهای خمیری نیاز به تراش چوب و غربالگری برای تولید تراشه‌های یکنواخت دارند.

### روش‌های پالپ‌گیری
تعدادی از فرایندهای مختلفی وجود دارد که می‌تواند برای جداسازی فیبر چوب استفاده شود:

#### خمیرگیری مکانیکی
سنگ‌شکن‌های ساخته شده با کاربید سیلیکون یا اکسید آلومینیوم قابل تعویض می‌تواند برای خرد کردن چوب‌های چوبی کوچک به نام «پیچ» برای خمیر سنگ (SGW) استفاده شود. اگر چوب قبل از سنگ زنی بخار شده باشد، آن به عنوان چوب خشک چوب تحت فشار (PGW) شناخته می‌شود. بیشتر آسیاب‌های مدرن از چیپس به جای سیاهه‌ها و دیسک‌های فلزی ردیف استفاده می‌شود که به جای سنگ‌های سنگین به نام صفحات پالایشگاهی نامیده می‌شود. اگر تراشه‌ها فقط با صفحات بچرخند، پالپ پالپ مکانیکی پالایشگاه (RMP) نامیده می‌شود و در صورتی که تراشه‌ها در حال پخت شدن در پالپ پودر می‌شوند، پالپ ترمومکانیک (TMP) نامیده می‌شود. درمان بخار به‌طور قابل توجهی کل انرژی مورد نیاز برای خمیر را کاهش می‌دهد و آسیب (برش) به الیاف را کاهش می‌دهد. خمیرهای مکانیکی برای محصولاتی که نیاز به قدرت کمتری دارند از قبیل کاغذ و مقوا استفاده می‌شود.

#### خمیرگیری حرارتی - مکانیکی
پالم ترمومکنیک پالپ تولید شده توسط تراشه‌های چوب با استفاده از گرما (به این ترتیب "ترمو") و یک حرکت پالایش مکانیکی (به این ترتیب "مکانیکی") تولید می‌شود. این فرایند دو مرحلهای است که در آن سیاهه‌های مربوط به ابتدا پوست خود را از بین می‌برند و به تراشه‌های کوچک تبدیل می‌شوند. این تراشه‌ها دارای رطوبت حدود ۲۵–۳۰ درصد است. یک نیروی مکانیکی برای تراشه‌های چوب در یک عمل خرد کردن یا سنگ زنی اعمال می‌شود که بخار گرم و بخار را ایجاد می‌کند و لیگنین را نرم می‌کند و بنابراین فیبرهای فردی را جدا می‌کند. سپس پالپ غربال شده و تمیز می‌شود، هر تکه ای از فیبرها پردازش می‌شود. این فرایند تولید فیبر بالا از چوب (حدود ۹۵ درصد) را به دست می‌دهد و به عنوان لیگنین حذف نشده‌است، الیاف سخت و سخت هستند.

#### خمیرگیری شیمیایی - مکانیکی
تراشه‌های چوب را قبل از تصفیه با تجهیزاتی شبیه به آسیاب‌های مکانیکی می‌توان قبل از درمان با کربنات سدیم، هیدروکسید سدیم، سولفات سدیم و سایر مواد شیمیایی. شرایط شیمی درمانی بسیار کمتر (درجه حرارت پایین، زمان کوتاهتر، کمتر از حد شدید) نسبت به فرایند خمش شیمیایی بسیار کمتر است (از آنجا که هدف این است که الیاف را آسانتر کند و نه لیگنین را به عنوان یک فرایند کاملاً شیمیایی حذف کند. پالپ‌های ساخته شده با استفاده از این فرایندهای ترکیبی به عنوان خمیر شیمیایی ترمومکانیکی (CTMP) شناخته می‌شوند.